# Melia azedarach
Espèce
Classification phylogénétique

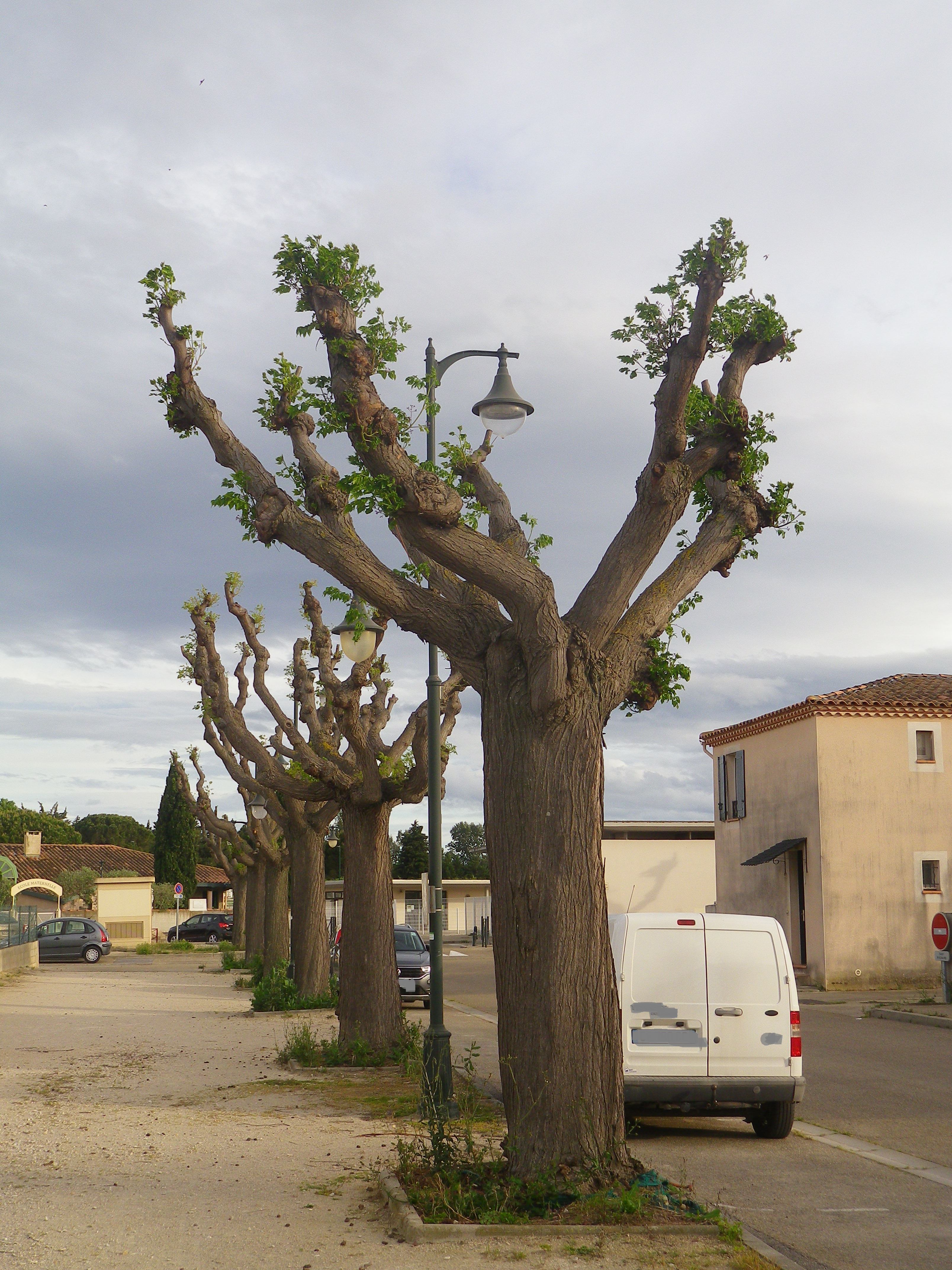
Sujet dans un village, en mai, lors des repousses des rameaux (taillés en décembre. Arbre haute-tige avec 5 charpentières)

Melia azedarach, le Margousier à feuilles de Frêne, Lilas de Perse ou encore Mélia faux Neem, est une espèce d'arbres à feuillage caduc de la famille des Meliaceae originaire d'Inde, du sud de la Chine et d'Australie.

## Description

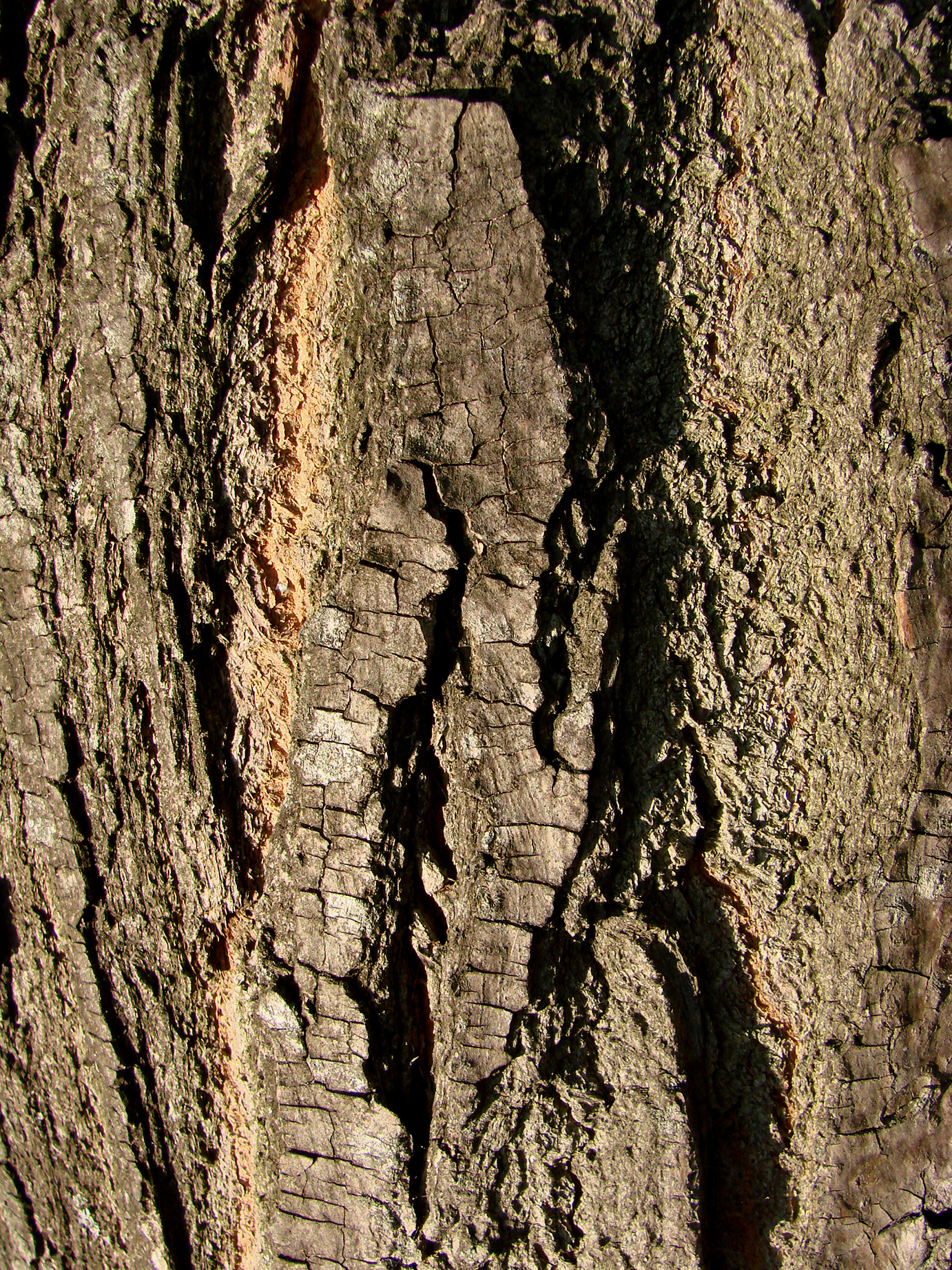
Ecorce.

### Aspect général

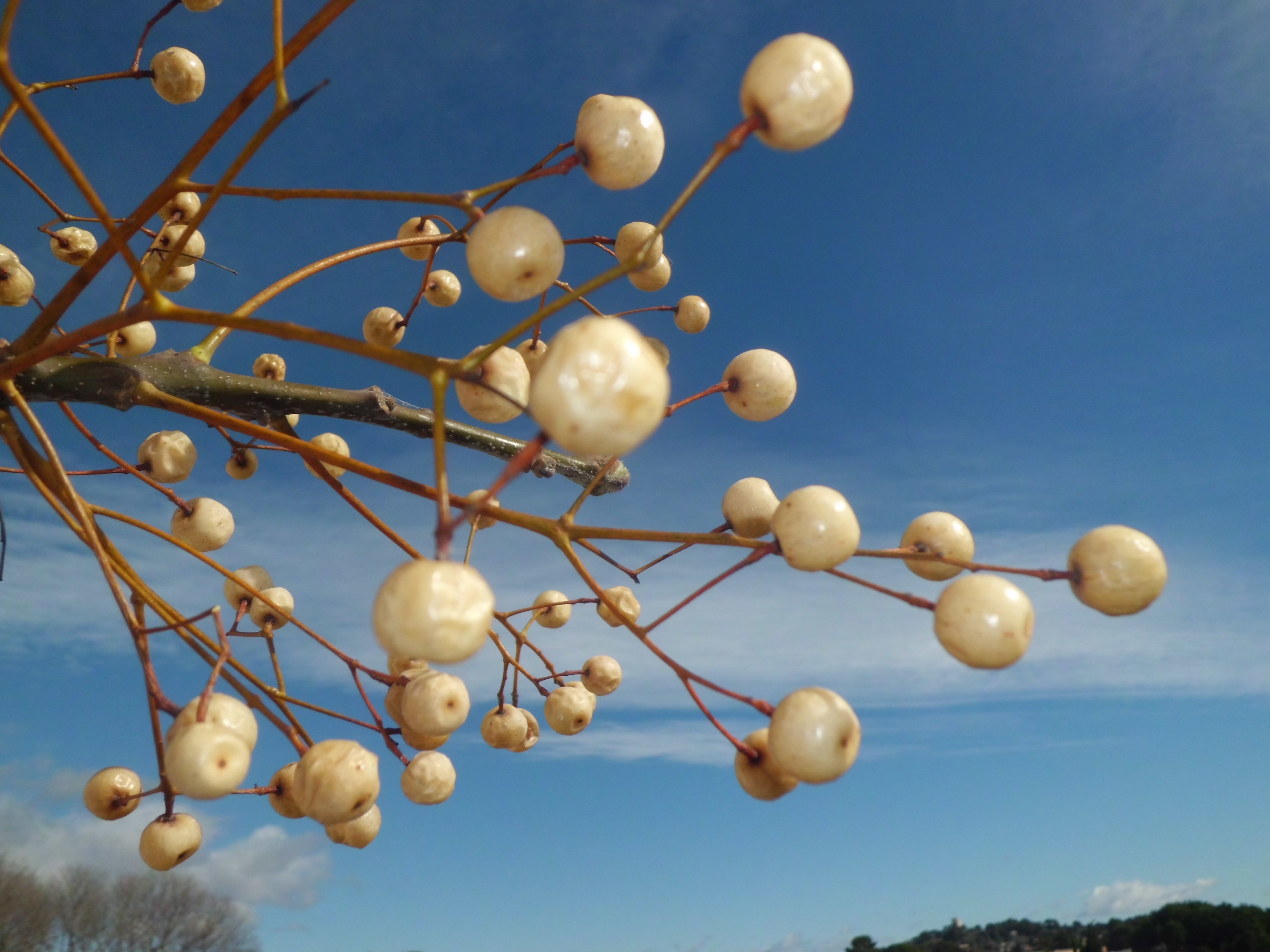
Drupes de Melia azedarach

Cet arbre à tronc droit et à couronne arrondie mesure généralement de 10 à 12 mètres de haut, mais certains sujets atteignent 25 mètres en région favorable. Il a un système racinaire étendu mais peu profond. Il a une faible longévité[Combien ?].

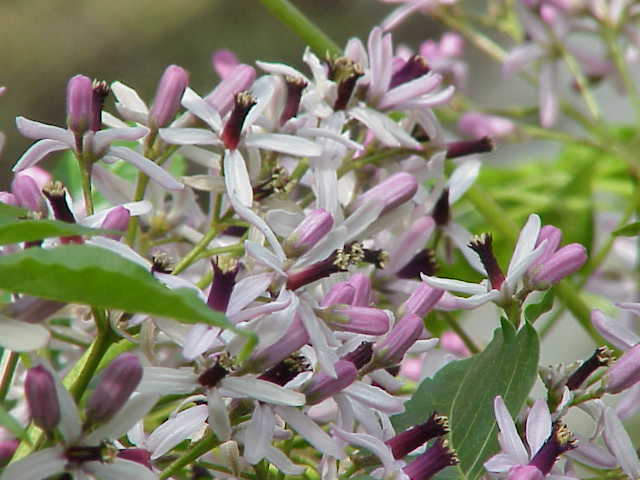
Fleurs

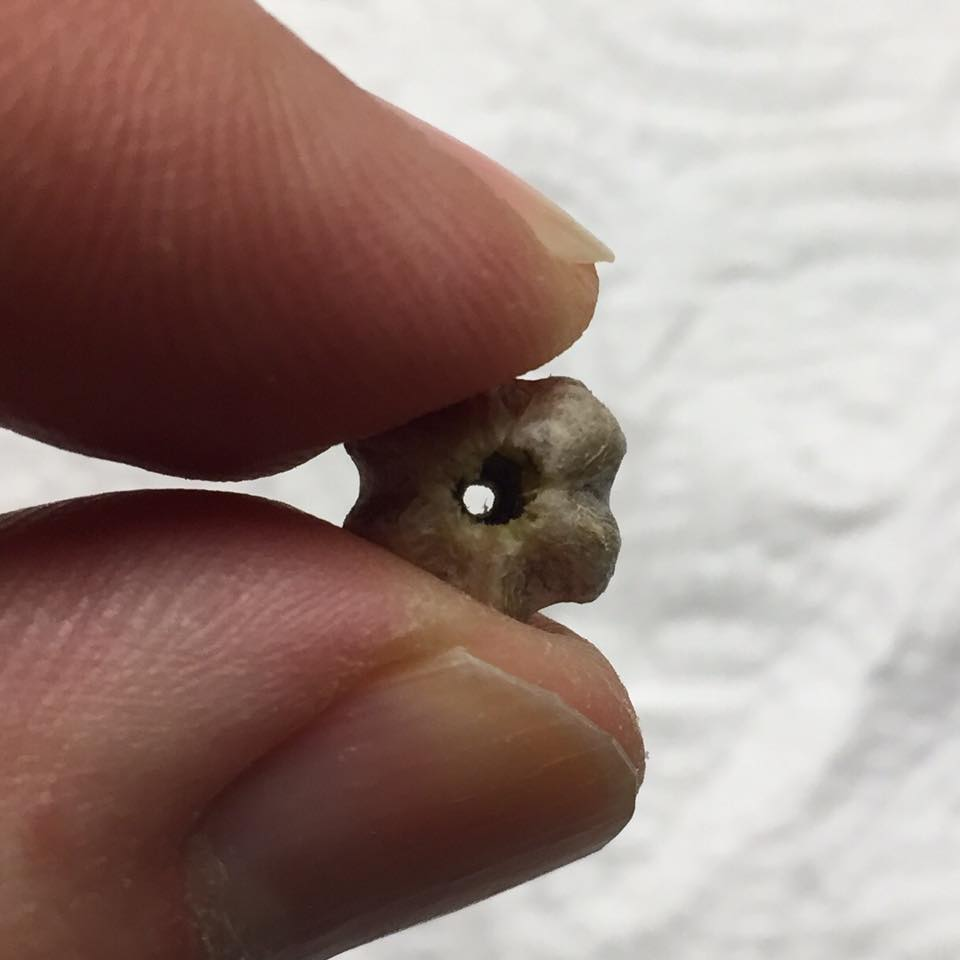
Le noyau du fruit du margousier est percé avec, autour du trou, 6 locules contenant chacune une graine.

Son écorce gris-marron, crevassée verticalement, laisse apparaître l'aubier jaune clair.

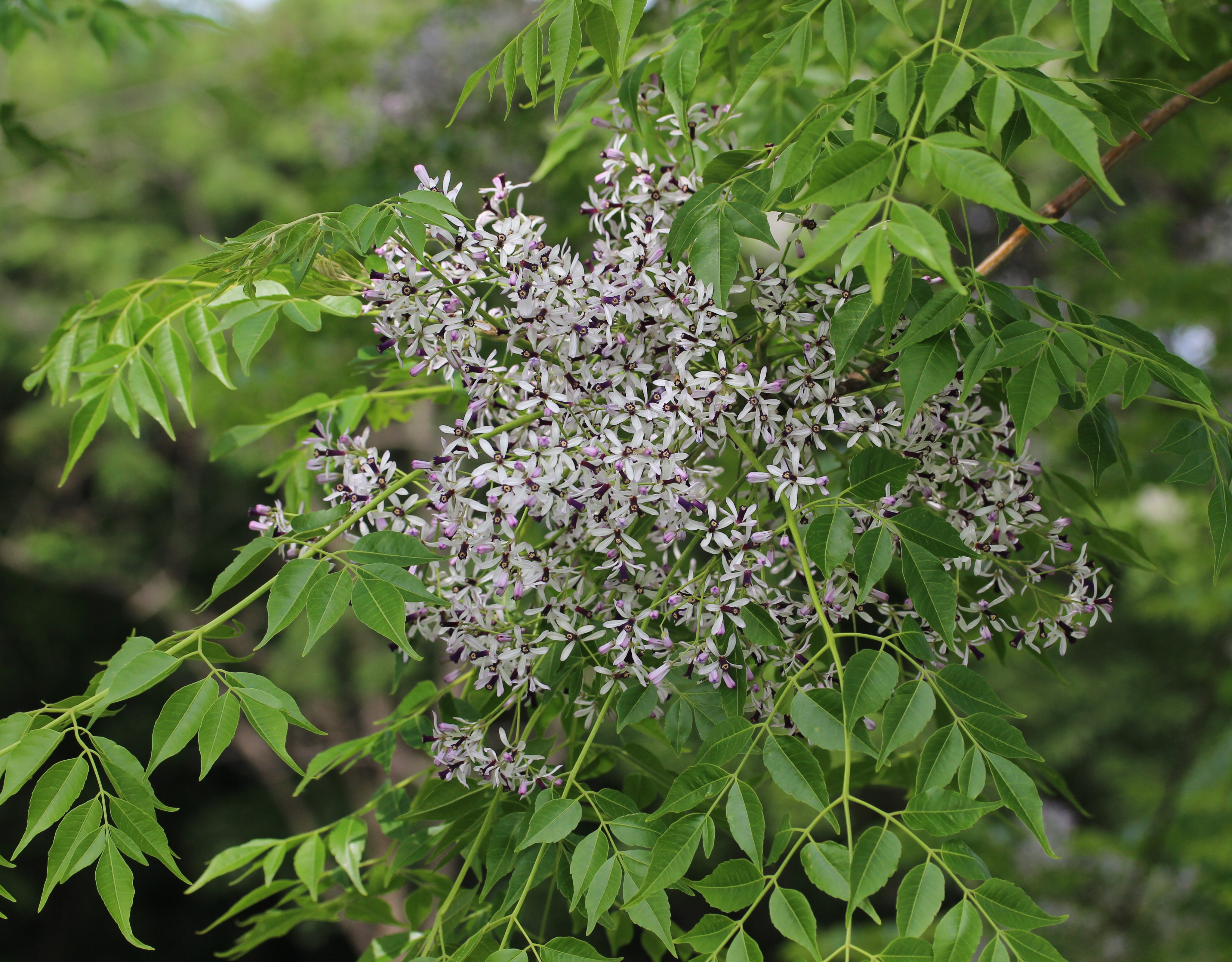
Feuilles et fleurs.

### Feuilles

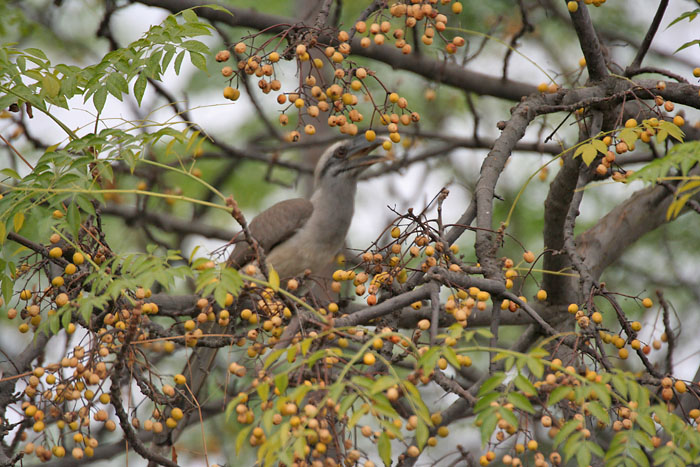
Calao de Gingi mangeant les fruits.

Les feuilles (caduques en zones tempérées et persistantes en régions chaudes) sont alternes à long pétiole avec une longueur de 20 à plus de 60 cm. Elles sont bipennées imparipennées, chaque limbe comportant 2 à 5 paires de pennes pseudo-opposées, et la dernière limbe comportant une foliole terminale.
Les foliolules mesurent 2 à 8 centimètres de long. Elles sont lancéolés, dentées, avec un apex acuminé et une base en coin. Elles sont légèrement pubescentes ou glabres, le dessus vert foncé brillant virant au jaune à l'automne, le dessous plus clair souvent pubescent sur les nervures. Froissées, elles exhalent une forte odeur et ont un goût amer.
Les jeunes pousses sont tomenteuses.

### Fleurs

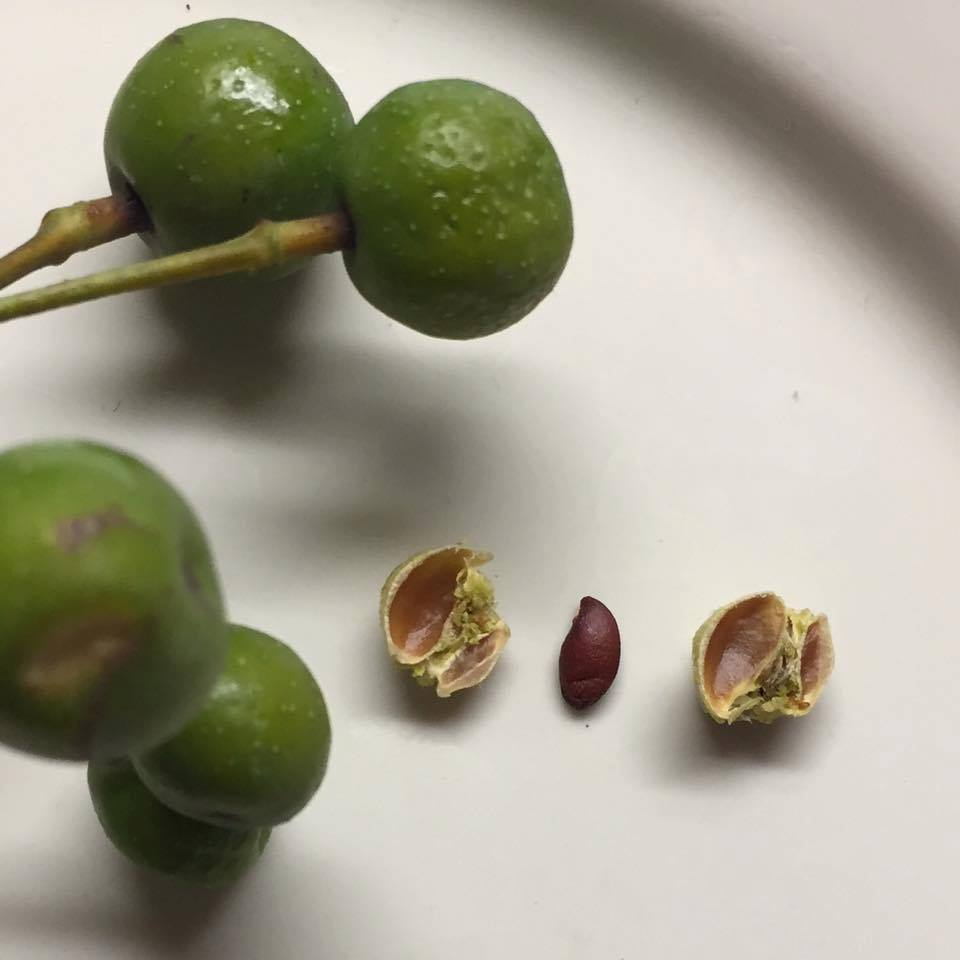
La graine brune ressemble à un pépin de pomme.

Les inflorescences apparaissent en mai-juin sur les rameaux de l'année en panicules axillaires lâches de 10 à 20 cm de longueur. Les petites fleurs tubulaires hermaphrodites sont rose-violet clair une fois éclose et plus foncée en boutons, de 1 à 2,5 cm de diamètre à 5 pétales étroits. Elles comportent 10 à 12 filets fusionnés formant un tube central. Leur odeur s'approche de celle du lilas.
Les fleurs sont peu attractives pour les abeilles et les papillons mais intéressent parfois certaines espèces de colibris.

### Fruits
Le fruit est une drupe globuleuse à mince enveloppe charnue sphérique de 1–3 cm de diamètre d'abord vert pomme puis jaune-crème à maturité suspendue sur l'arbre tout l'hiver et persistant jusqu'à la floraison suivante en devenant de plus en plus ridée et presque blanche. Le noyau de la drupe est blanc sale, côtelé dans le sens de la longueur, avec un petit trou au centre apical. Il contient trois à six petites graines brunes ressemblant à des pépins de pomme.
Ces fruits sont toxiques pour l'homme, voire mortels si consommés en grande quantité.
Les semences sont dispersées par zoochorie, c'est-à-dire par le mouvement des animaux (certains oiseaux, chauve-souris ou mammifères, notamment des cochons sauvages en Nouvelle-Calédonie) qui consomment les fruits.

## Reproduction
L'espèce se reproduit en partie grâce à ses graines, mais celles-ci ont vraisemblablement une durée de vie courte (de 3 à 4 semaines).
Elle se reproduit également de manière végétative, en formant des drageons qui lui permettent de se propager en massifs denses.

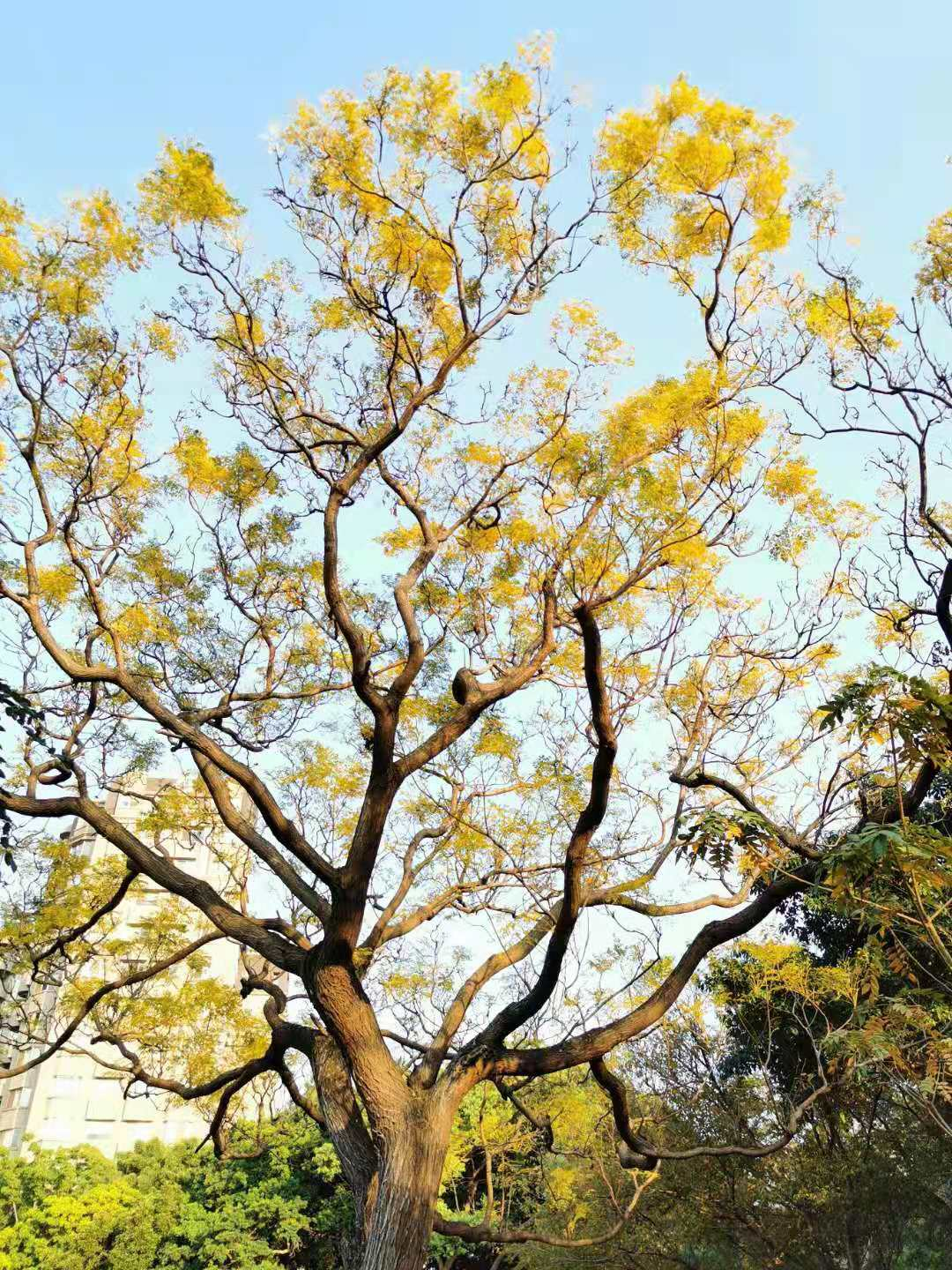
Les feuilles dorées en hiver.

## Répartition
Il pousse à l'état naturel à une altitude de 500 à 2 100 m dans les forêts et clairières en Asie et dans le Pacifique depuis le Népal jusqu'aux Îles Salomon et en Australie tropicale. Il est naturalisé en Iran et Turquie et subspontané dans le Sud des États-Unis et le sud-ouest de l'Afrique. Il est présent aux Antilles et semble également naturalisé à Madagascar sur les Hauts-Plateaux où il est appelé « vaondelaka »[réf. nécessaire].

### Caractère envahissant
Résistante aux insectes, cette espèce a pour particularité d'altérer la chimie des sols où elle prolifère, la litière créée par la chute des feuilles de l'arbre causant une alcalinisation du sol.

#### Aux États-Unis
L'espèce a été introduite vers 1830 comme plante ornementale aux États-Unis (Caroline du Sud et Géorgie) et largement plantés dans le sud du pays. Aujourd'hui, elle est considérée comme une espèce invasive dans le nord, jusqu'à la Virginie et l'Oklahoma. Mais les pépinières continuent à vendre les arbres, et les graines sont également largement disponibles[réf. nécessaire].

#### En Nouvelle-Calédonie
En Nouvelle-Calédonie, où elle a vraisemblablement été introduite en 1884, cette espèce envahit le bord des routes, des clôtures et d'autres zones perturbées. On la trouve également dans des zones plus reculées, comme des prairies d'altitude, des forêts, des pâturages et des zones de bord d'eau.

## Utilisation

### Bois
L'espèce est principalement utilisée pour son bois de moyenne densité dont la couleur varie du brun au rouge foncé. En apparence, il est facilement confondu avec le teck (Tectona grandis).
Melia azedarach comme les autres membres de la famille des Meliaceae a un bois de haute qualité résistant aux insectes xylophages employé en ébénisterie et pour la confection d'instruments de musique, mais contrairement à de nombreuses autres espèces quasi-éteintes d'acajou elle est sous-utilisée.

### Insecticide
Les extraits alcooliques ou aqueux de feuilles ou de fruits ont divers effets anti-appétents ou toxiques pour la plupart des insectes, tous ordres confondus
Toutes les parties de l'arbre sont toxiques en raison de leur teneur en azadirachtine. Les feuilles sont utilisées comme un insecticide naturel souvent associé au stockage d'aliments. La simple présence d'un tapis de branches feuillues de Melia dans une serre constitue un excellent répulsif à insectes. De la même façon, la présence d'un Melia dans une zone permet de réguler naturellement la quantité d'insectes en cas de pullulation.[réf. nécessaire]

### Élevage
Les baies sont toxiques pour la plupart des animaux mais peuvent être consommées par les chèvres et les moutons[réf. nécessaire].

### Agriculture
Les résidus de la production d'huile provenant des graines (tourteau) peuvent servir d'engrais.[réf. nécessaire]

### Reboisement
Le lilas de Perse, largement planté en Asie comme arbre de temple, est actuellement utilisé en tant qu’arbre de reboisement en Chine, en Inde, en Amérique du Sud et Centrale[réf. nécessaire].

### Ombrage
Il est utilisé occasionnellement comme arbre d'ombrage pour les plantations de caféier et de bananier. En revanche, son utilité comme arbre d'ombrage dans les zones urbaines est contrebalancée par sa tendance à rejeter de souche et à rendre les trottoirs glissants lors de la chute des fruits[réf. nécessaire].

### Artisanat
Les graines, pourvues d'un trou, étaient utilisées pour en faire des chapelets et d'autres produits nécessitant des perles. C'est d'ailleurs pourquoi cet arbre est parfois appelé « arbre à chapelets »[réf. nécessaire].

### Médecine et hygiène
L'écorce et les racines contiennent un triterpène (gédunène) utilisé comme anthelminthique (en veillant à ne pas surdoser)[réf. nécessaire].
En Afrique, les tiges sont utilisées comme brosse à dents[réf. nécessaire].
L'huile qui est tirée de la graine sert à la fabrication de savons, de cires et de lubrifiants, aussi utilisée comme combustible pour l'éclairage et le chauffage[réf. nécessaire].

## Culture
C'est un arbre à croissance rapide (12 cm de diamètre et 10 m de hauteur en 6 ans en région favorable humide) préférant les sols humides mais très tolérant à la sécheresse. Il ne pousse qu'en plein soleil et ne supporte pas le couvert d'autres arbres. Il pousse sans problème en tous types de sol même très pauvres. Il supporte bien la taille. La ramure est fragile mais l'arbre repart facilement du pied en cas de casse.
Il est très résistant aux insectes et autres agents pathogènes.
Bien qu'originaire de régions chaudes, il peut être planté jusqu'en zone USDA 8. Les sujets bien lignifiés même jeunes peuvent résister au froid humide jusqu'à -15 °C. Comme référence, on peut citer les exemplaires plantés à la faculté de pharmacie d'Angers, au jardin botanique de Strasbourg, au jardin Lecoq à Clermont-Ferrand.
Il est multiplié par semis de graines fraîches ou bouture semi-aoûté. Les semis peuvent fleurir dès la première année et produire des fruits dès 3 ou 4 ans.

## Toxicité
Melia azedarach contient dans les fruits, les feuilles, l'écorce, les fleurs et les racines, de la saponine et un alcaloïde toxique l'azaridine,  L'ingestion de moins d'une dizaine de fruits peut causer une intoxication mortelle pour la plupart des mammifères dont les humains. Les premiers symptômes d'intoxication sont perte d'appétit, soif extrême, vomissements sanguins (hématémèse), constipation ou diarrhée, selles sanglantes, douleurs à l'estomac, congestion pulmonaire, arrêt cardiaque et apparaissent quelques heures après l'ingestion. Le décès survient par suffocation après environ 24 heures. La quantité nécessaire à une intoxication mortelle est rarement atteinte car bien qu'ayant un goût légèrement sucré, ils ont une odeur peu attrayante.
Cette relative toxicité peut provoquer une diminution de la biodiversité dans les lieux où il pousse en abondance[réf. souhaitée].

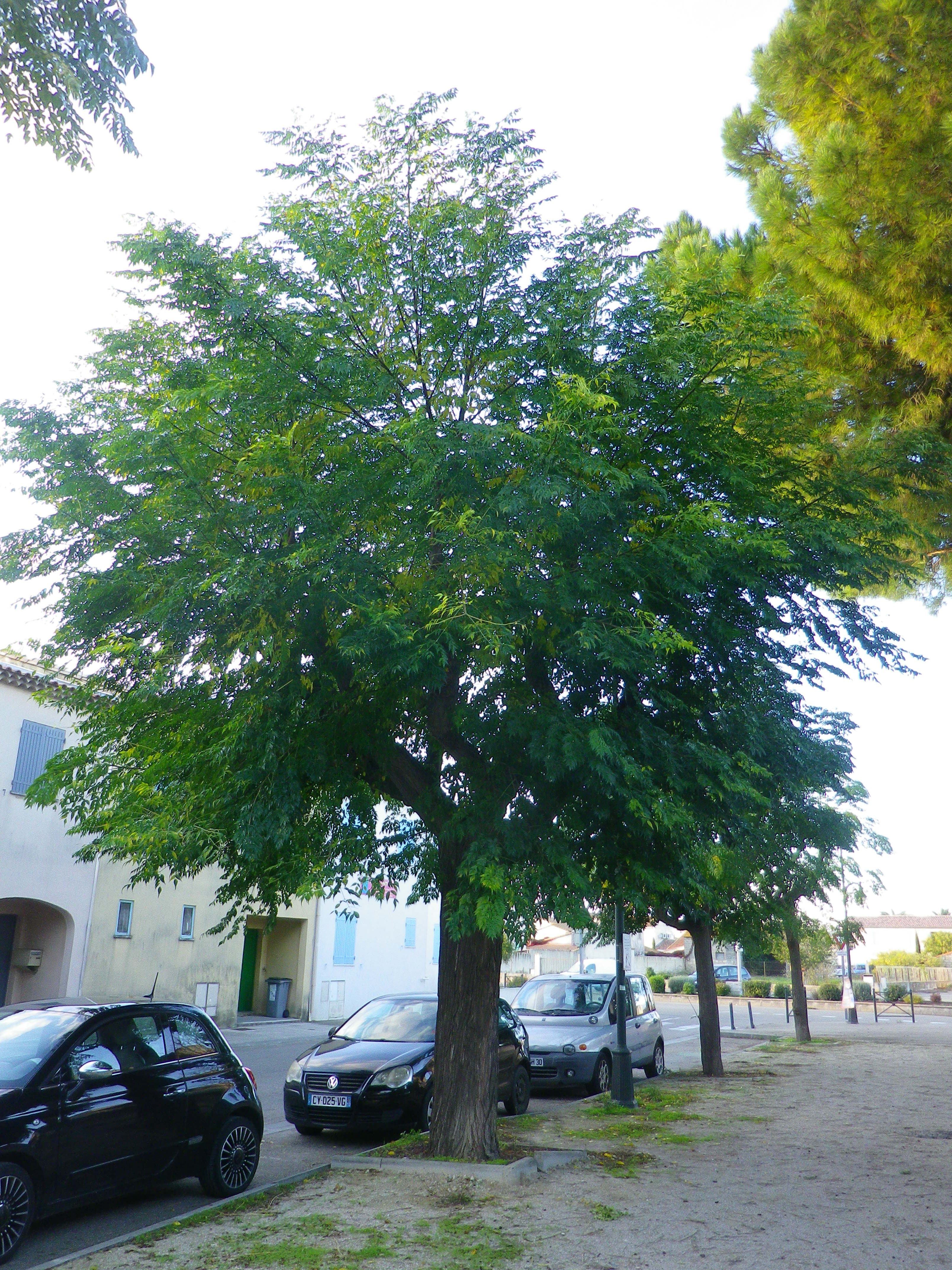
Melia azedarach dans une rue de Fourques, en automne

## Variétés
- 'Caroline' - à troncs multiples et cime en dôme subglobuleux. Feuilles vert foncé
- 'Flash Dancer' - Feuilles très fortement panachées de blanc, des rameaux entiers peuvent être sans chlorophylles
- 'Floribunda' - Fleurs plus nombreuses que le type apparaissant sur des arbres plus jeunes
- 'Gold Flash' - Feuilles panachées de jaune crème, parfois totalement jaune crème
- 'Jade Snowflake' - feuilles pointillées de blanc crème sur fond vert foncé, parfois totalement blanches
- 'Lady Gwenda' - Ressemble à 'Jade Snowflake mais port dressé. Peut-être d'origine chimérique.
- 'Umbraculiformis' - Port étalé très dense, rameaux retombant, feuilles vert foncé. La moitié du type en hauteur. Cultivar fixé reproductible par graine
- 'Umbraculiformis Aurea' - Comme 'Umbraculiformis', avec des feuilles jaune doré
- var. toosendan - Feuilles entières ou peu découpées. Fruits plus gros que le type (largeur 1,7 - 2,2 cm)

## Synonymes et étymologie
L'espèce est également appelée lilas de Perse, lilas des Indes, arbre à chapelets, arbre saint,
mélia faux neem, margousier à feuilles de frêne, « Ghoda neem » (Neem des chevaux) en bengali ou « Vilayati neem » (Neem étranger) dans la région du Bundelkhand (centre de l'Inde). On la confond souvent avec le neem (Azadirachta indica) mais ses feuilles ne sont pas aussi amères que le neem. A Madagascar où il est commun sur les Hauts plateaux, il est appelé « voandelaka ». Aux Antilles il est dénommé « Pater noster  » ou « Lila péyi »
Le nom de genre "Melia" vient du terme grec signifiant "frêne" pour la ressemblance du feuillage et des bourgeons sombres. Le nom spécifique, « azedarach », provient de la contraction du nom persan de cette espèce, « azad-dhirakt » signifiant « arbre noble »
.
Anciennement l'espèce portait également les noms scientifiques suivants :
- Melia angustifolia Schumach.
- Melia arguta DC.
- Melia australasica Juss.
- Melia australis Sweet
- Melia birmanica Kurz
- Melia bogoriensis Koord. & Valeton
- Melia candollei Juss.
- Melia cochinchinensis M.Roem.
- Melia commelinii Medik.
- Melia composita Willd.
- Melia dubia Cav. ex M.Roem.
- Melia floribunda Carrière
- Melia florida Salisb.
- Melia guineensis G.Don
- Melia hasskarlii K.Koch
- Melia japonica G.Don
- Melia japonica Hassk.
- Melia javanica M.Roem.
- Melia orientalis M.Roem.
- Melia robusta Roxb. ex G.Don
- Melia sambucina Blume
- Melia superba Roxb.
- Melia toosendan Siebold & Zucc.

### Confusion possible
L'arbre porte de nombreux noms vernaculaires pouvant faire confusion avec Azadirachta indica dans beaucoup de langues. Par exemple le nom français margousier est utilisé pour les deux espèces. Concernant les noms scientifiques, une certaine confusion existe également dans les dénominations jusqu'à un synonyme de Azadirachta indica qui est Melia azadirachta ou encore avec Antelaea javanica répertorié comme synonyme pour les deux.
Le Melia azedarach est parfois confondu avec le margousier (Azadirachta indica) ressemblant mais nettement moins rustique, et il peut l'être aussi avec un hybride de lilas, Syringa ×persica, également appelé lilas de Perse.